# Perupithecus
Perupithecus is een geslacht van uitgestorven primaten uit de groep van de breedneusapen die tijdens het Laat-Eoceen in Zuid-Amerika leefde. De typesoort is Perupithecus ucayaliensis.

## Fossiele vondsten
Fossiele kiezen zijn gevonden bij Santa Rosa in de regio Ucayali in Peru en zijn ongeveer 36 miljoen jaar oud. Hiermee is Perupithecus de oudst bekende Zuid-Amerikaanse primaat en leefde het tien miljoen jaar eerder dan Branisella, lange tijd de oudst bekende Zuid-Amerikaanse primaat. Op dezelfde vindplaats zijn ook enkele kiezen van twee andere soorten apen gevonden die zeker tot een ander geslacht behoren, maar niet in voldoende staat bewaard zijn gebleven om verder te classificeren. Een latere studie schreef een viertal kiezen toe aan Ucayalipithecus.

## Kenmerken
Perupithecus was een kleine aap met een geschatte lengte van vijfentwintig centimeter, een formaat dat vergelijkbaar is met dan van de hedendaagse springtamarin en sommige tamarins uit het geslacht Saguinus.

## Verwantschap
De fossielen van Perupithecus wijzen sterk op een Afrikaaanse afkomst. De kiezen hebben weinig overeenkomsten met die van enige uitgestorven of hedendaagse Zuid-Amerikaanse primaat, maar er zijn wel duidelijke overeenkomsten met die van enkele Afrikaanse apen uit het Laat-Eoceen zoals Talahpithecus en Proteopithecus. Fylogenetisch onderzoek wijst op verwantschap tussen Perupithecus en deze Afrikaanse apen. Dit ondersteunt de algemeen geaccepteerde hypothese dat de Zuid-Amerikaanse apen hun oorsprong in Afrika hadden. De apen bereikten net als de cavia-achtigen het continent in het Eoceen vermoedelijk op drijfhout over de Atlantische Oceaan, die destijds minder breed was dan tegenwoordig.